# Katrin Ingendoh

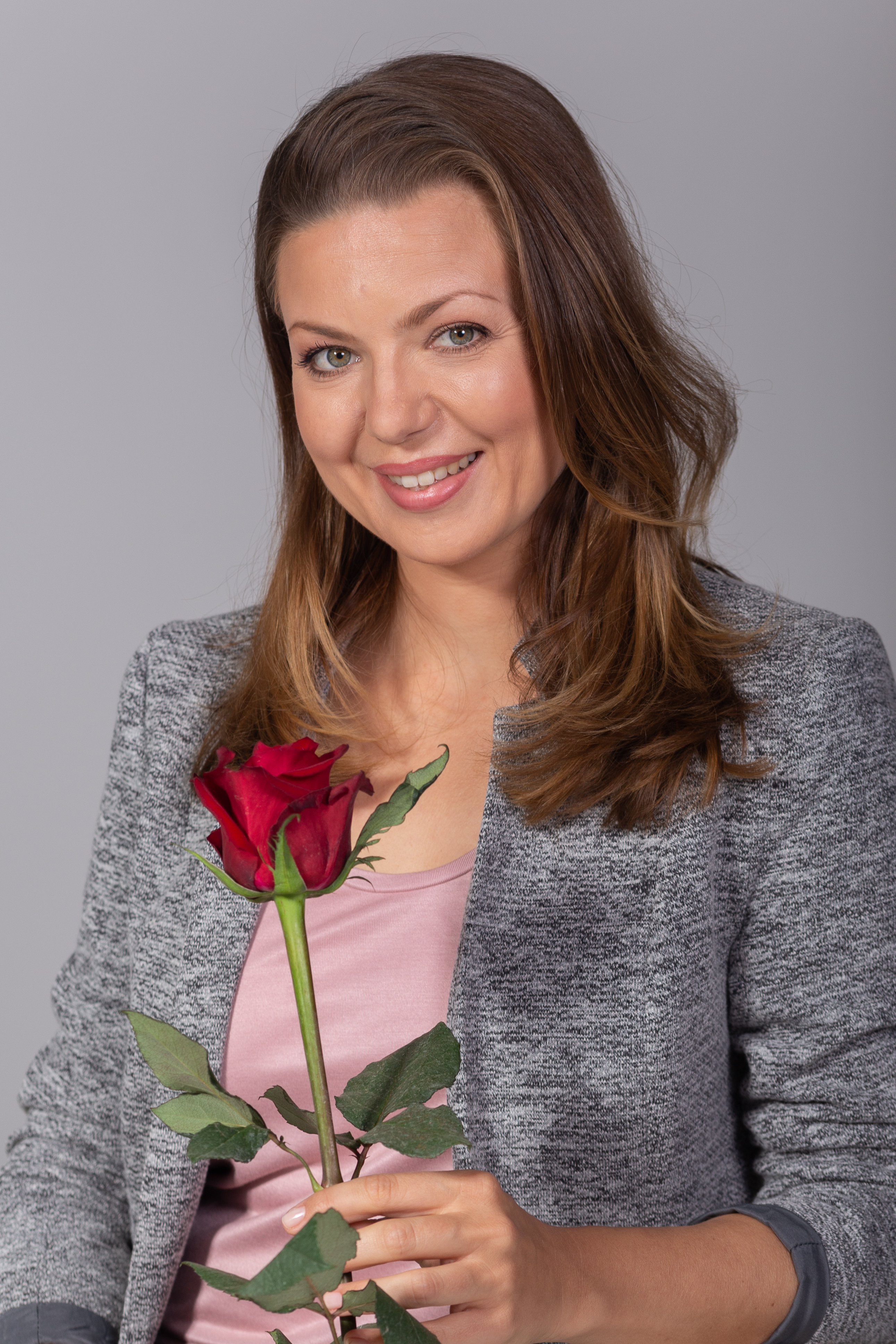
Katrin Ingendoh (2019)

Katrin Ingendoh (* 1983 in Bottrop) ist eine deutsche Theater- und Filmschauspielerin.

## Leben und Wirken
Ingendoh nahm in ihrer Jugend 15 Jahre lang Ballettunterricht und sammelte in diesem Rahmen erste Bühnenerfahrung. Es folgten erste Auftritte an einem Gelsenkirchener Theater sowie eine Gesangsausbildung in Essen.
Ingendoh studierte von 2004 bis 2007 an der Stage School Hamburg Schauspiel. Von 2007 bis 2012 spielte sie diverse Rollen auf der Bühne des Deutschen Schauspielhauses Hamburg, so u. a. in Ottfried Preußlers Krabat (Regie: Markus Bothe). 2008 spielte sie ebenfalls dort die Meerhexe Ursula in Die kleine Meerjungfrau (Regie: Uli Jäckle/Dominique Schnitzer), das auf dem gleichnamigen Märchen von Hans Christian Andersen beruht. Hinzu kamen einige Jahre Improvisationstheater mit Ensemblemitgliedern am Haus, im Rahmen von „Kampf der Künste“, moderiert von Michel Abdollahi.
2009 nahm sie an der Talentschmiede des Berliner Quatsch Comedy Club teil und gewann den zweiten Preis. 2010 kam Ingendoh in das Finale des Swiss Comedy Award. Seit 2015 spielt sie an der Seite von Olli Dittrich und Klaas Heufer-Umlauf die Hauptrolle in der Serie Jennifer – Sehnsucht nach was Besseres sowie 2018 in der ZDFneo-Serie Tanken – mehr als Super. In der 22. Staffel der TV-Serie In aller Freundschaft (2019) ist Ingendoh in einer wiederkehrenden Serienrolle als Alexanda Seier, die beste Freundin der Serienfigur Katja Brückner (Julia Jäger), zu sehen. In der 17. Staffel der ARD-Telenovela Rote Rosen (Oktober 2019 bis Oktober 2020) übernahm Ingendoh als Judith Schäfer eine der Hauptrollen; sie spielte die Lebensgefährtin des männlichen Hauptdarstellers, des Kochs Alexander „Alex“ Maiwald (Philipp Oliver Baumgarten). In der 2. Staffel der ZDF-Fernsehserie SOKO Potsdam (2019) hatte sie eine der Episodenrollen als Mitarbeiterin in einem Western-Freizeitpark.
Katrin Ingendoh lebt in Hamburg.

## Auszeichnungen
- 2014: Kulturpreis für die Inszenierung Das Wunder von Wörgl[7]
- 2018: Deutschen Comedypreis für die Serie Jennifer – Sehnsucht nach was Besseres (Regie: Lars Jessen)

## Werk

### Filmographie (Auszug)
- 2013: Mord nach Zahlen
- 2014: Der Säger – Ein Krimi ohne Leiche[8]
- 2015–2019: Jennifer – Sehnsucht nach was Besseres (Fernsehserie)
- 2016: Die Pfefferkörner – Giftige Absichten (Fernsehserie)
- 2017: Großstadtrevier – Ausnahmezustand (Fernsehserie)
- 2017: Jürgen – Heute wird gelebt
- 2017: Vadder, Kutter, Sohn (Fernsehfilm)
- 2018: Heldt – Wer hat den Größten? (Fernsehserie)
- 2018: Morden im Norden – Zweite Chance (Fernsehserie)
- 2018: Spielmacher
- 2018: Ausgerechnet Sylt
- 2018: Geheime Geschäfte – Ein neuer Krimi ohne Leiche
- 2018: Tanken – mehr als Super (Fernsehserie)
- 2019, 2020: In aller Freundschaft (Fernsehserie, 5 Folgen)
- 2019–2020: Rote Rosen (Fernsehserie)
- 2019: SOKO Potsdam – Ein bedrohtes Paradies (Fernsehserie)
- 2022: Schloss Goldbach – Promis viel zu nah (Sketch-Comedy-Serie)
- 2022: Notruf Hafenkante – Hoch zu Ross (Fernsehserie)
- 2024: Ich will mein Glück zurück (Fernsehfilm)
- 2024: Sarah Kohr – Zement (Fernsehreihe)

### Theater (Auszug)
- 2008: Deutsches Schauspielhaus Hamburg in Die kleine Meerjungfrau als Meerhexe Ursula (Regie: Uli Jäckle, Dominique Schnizer)
- 2012: neues theater Halle in Der Hofmeister als Majorin (Regie: Jörg Steinberg)
- 2011–2014: Kammerspiele Dresden in Schwiegermuttis Waterloo (Regie: Peter Förster)
- 2015: Volkstheater Lübeck in Lost in Yonkers als Bella (Regie: Michael Knoll)
- 2016: Klibühni Chur in Desiree als Franziska (Regie: Felix Benesch)
- 2018: Klibühni Chur in Echo als Irina Schall (Regie: Felix Benesch)[7]